# Rambaldo degli Azzoni Avogaro
Rambaldo degli Azzoni Avogaro auch Rambaldo Azzoni Avogadro (* 11. November 1719 in Treviso; † 23. September 1790 ebenda) war ein italienischer katholischer Geistlicher, Historiker und Numismatiker.

## Leben
Rambaldo degli Azzoni Avogaro entstammte einer alten italienischen Familie und war der Sohn des Grafen Marcantonio degli Azzoni Avogaro und dessen Ehefrau Maria Francesca (geb. di Rovero).
1740 trat er in den Orden der Somasker in Treviso ein und wurde 1789 Kanoniker an der Kathedrale (siehe Dom von Treviso) in Treviso.
Er reaktivierte die Accademia dei Solleciti, die von einem seiner Vorfahren gegründet worden war und entwarf ein Reglement, das von Ludovico Antonio Muratori 1747 genehmigt wurde.
1752 wurde er Direktor der örtlichen Kapitelbibliothek, die er beständig erweiterte.
Er gründete in Treviso eine Arkadische Gesellschaft (siehe Accademia dell’Arcadia) und war deren Vorsitzender; sein altgriechischer Schäfername war Targilius Ambracio.
Rambaldo degli Azzoni Avogaro beschäftigte sich mit heimatkundlichen und kulturellen Themen, er studierte Münzen, Inschriften und antike Dokumente. In einem Streit mit den Einwohnern von Asolo zeichnete er darin aus, dass er die römischen Ursprünge von Treviso und den Vorrang der Kathedrale von Treviso gegenüber dem Dom von Asolo befürwortete; Michele Lazzari und Giovanni Bianchi aus Asolo, einem ehemaligen Bischofssitz, setzten jedoch durch, das Treviso nur eingeschränkte Kathedralenrechte erhielt.
Er korrespondierte mit vielen Gelehrten, unter anderem Giovanni Cristofano Amaduzzi (1740–1792), Annibale degli Abati Olivieri (1708–1789), Girolamo Tiraboschi, Francesco Benaglio (1708–1759) und Giuseppe Garampi. Gemäß der Aussage von Girolamo Tiraboschi ließ Rambaldo degli Azzoni Avogaro dreiunddreißig Werke drucken, allerdings blieben neunzehn weitere unveröffentlicht.
Seine zahlreichen Nachlässe sind teils in der Kapitelbibliothek erhalten, teils im Archiv der Azzoni Avogaro und teils in der Stadtbibliothek von Treviso.
Er schrieb zahlreiche Biografien, Elogien, Abhandlungen und Erläuterungen über Münzen. Sein wichtigstes Werk war Trattato della zecca e delle monete ch’ebbero corso in Trivigi fin tutto il secolo XIV, das von Guido-Antonio Zanetti (1741–1791) herausgegeben wurde, und sich mit der Münzstätte und den Münzen beschäftigte, die im gesamten 14. Jahrhundert in Treviso in Umlauf waren.

## Ehrungen
In Treviso wurde die Straße Via Avogaro Rambaldo degli Azzoni nach Rambaldo degli Azzoni Avogaro benannt.

## Schriften (Auswahl)
- Guido-Antonio Zanetti (Hrsg.); Rambaldo degli Azzoni Avogaro: Trattato della zecca e delle monete ch’ebbero corso in Trivigi fin tutto il secolo XIV. Bologna, 1785 (Digitalisat).
- Memorie del Beato Enrico (di Bolzano).
  - Band 1. Venedig, 1760 (Digitalisat).
  - Band 2. Venedig, 1760 (Digitalisat).
- Lettere di Rambaldo nob. degli Azzoni Avogaro e canonico primicerio della chiesa di Trevigi al signor abate Francesco Benaglio bibliotecario dell’em. cardinal Colonna di Sciarra. Treviso, 1829 (Digitalisat).
- Lettere dell’illustr. monsignore Rambaldo Degli Azzoni Avogaro canonico primicerio della chiesa cattedrale di Treviso per la prima volta pubblicate colle corrispondenti risposte. Treviso, 1830 (Digitalisat).
- Considerazioni sopra le prime notizie di Trivigi contenute negli scrittori e ne’ marmi antichi. Treviso, 1840 (Digitalisat).